# Swan Cormenier
Swan Cormenier (Francia, 18 de enero de 1996) es un jugador profesional francés de rugby que se desempeña en la posición de pilar en Aviron Bayonnais, equipo perteneciente a la liga Top 14.

## Carrera
Cormenier es un jugador de formación francesa (JIFF). Comenzó su carrera deportiva con el equipo Club Athlétique Brive-Corrèze, en el cual jugó tres temporadas (2014-2017), después pasó a Sporting Club Albi (2017-2019), luego a Aviron Bayonnais, donde lleva jugando cinco temporadas.